# Communauté de communes du Piémont Vosgien
Die Communauté de communes du Piémont Vosgien ist ein ehemaliger französischer Gemeindeverband mit der Rechtsform einer Communauté de communes im Département Meurthe-et-Moselle in der Region Grand Est. Sie wurde am 1. Januar 2014 gegründet und umfasste 17 Gemeinden. Der Verwaltungssitz befand sich im Ort Badonviller.

## Historische Entwicklung
Mit Wirkung vom 1. Januar 2017 fusionierte der Gemeindeverband mit der Communauté de communes de la Vezouze und bildete so die Nachfolgeorganisation Communauté de communes de Vezouze en Piémont.

## Ehemalige Mitgliedsgemeinden
1. Angomont
2. Badonviller
3. Bertrambois
4. Bréménil
5. Cirey-sur-Vezouze
6. Fenneviller
7. Montigny
8. Neufmaisons
9. Neuviller-lès-Badonviller
10. Parux
11. Petitmont
12. Pexonne
13. Saint-Maurice-aux-Forges
14. Sainte-Pôle
15. Saint-Sauveur
16. Tanconville
17. Val-et-Châtillon